# Gouessesso
Gouessesso est un village de Côte d'Ivoire située près de la frontière du Libéria, en pays Yacouba. C'est le lieu de naissance de Robert Guéï.